# Raymond Frémont
Pour les articles homonymes, voir Frémont.
Raymond Frémont, né le 7 décembre 1890 à Croixdalle (Seine-Maritime) et mort le 17 août 1960 au Havre (Seine-Maritime), était un footballeur français évoluant au poste de gardien de but.

## Carrière
Raymond Frémont évolue au Havre Athletic Club de 1914 à 1926. Il y remporte le Championnat de France de football USFSA 1919 en battant en finale l'Olympique de Marseille sur le score de quatre buts à un, le 11 mai 1919. 
Trois mois auparavant, il connaît sa première et unique sélection en équipe de France de football. Il affronte le 9 mars 1919 lors d'un match amical à Bruxelles l'équipe de Belgique de football. Les deux équipes se quittent sur un match nul (2-2). 